# Старики (Луцький район)
Старики́ — село в Україні, у Берестечківській громаді Луцького району Волинської області. Населення становить 596 осіб.

## Географія
Село розташоване на лівому березі річки Стир.

## Історія
У 1906 році село Берестецької волості Дубенського повіту Волинської губернії. Відстань від повітового міста 56 верст, від волості 1. Дворів 56, мешканців 554.
12 червня 2020 року, відповідно до розпорядження Кабінету Міністрів України № 708-р «Про визначення адміністративних центрів та затвердження територій територіальних громад Волинської області», село увійшло у склад Берестечківської міської громади.

## Населення
Згідно з переписом УРСР 1989 року чисельність наявного населення села становила 589 осіб, з яких 274 чоловіки та 315 жінок.
За переписом населення України 2001 року в селі мешкала 601 особа.

### Мова
Розподіл населення за рідною мовою за даними перепису 2001 року:
| Мова       | Відсоток |
| ---------- | -------- |
| українська | 99,16 %  |
| російська  | 0,67 %   |

## Постаті
- Вільчинський Микола Григорович (1992—2018) — солдат Збройних сил України, учасник російсько-української війни.